# Homoneura quadrifida
Homoneura quadrifida är en tvåvingeart som beskrevs av Kim 1994. Homoneura quadrifida ingår i släktet Homoneura och familjen lövflugor. Inga underarter finns listade i Catalogue of Life.